# Stary Kisielin
Stary Kisielin (niem. Polnisch Kessel, od 1937 Altkessel) – część miasta i osiedle administracyjne Zielonej Góry. Do 31 grudnia 2014 roku wieś w gminie Zielona Góra.
W latach 1950–1998 (również po reformie 1975 r.) należał do województwa zielonogórskiego.

## Nazwa
Słownik geograficzny Królestwa Polskiego wydany w latach 1880–1906 wymienia miejscowość pod nazwą Polnisch Kessel, podając także wariant nazwy z 1430 roku – Pollnisch Keyslaw.
Niemiecki leksykon geograficzny Neumana wydany w 1905 roku notuje nazwę miejscowości jako Polnisch Kessel. W alfabetycznym spisie miejscowości na terenie Śląska wydanym w 1830 roku we Wrocławiu przez Johanna Knie wieś występuje pod niemiecką nazwą Polnisch Kessel. Po dojściu do władzy nazistów w przedwojennych Niemczech niemiecka administracja III Rzeszy w 1937 roku usunęła człon Polnisch z nazwy i zmieniła ją na nową - Altkessel Po zakończeniu II wojny światowej polska administracja 12 listopada 1946 r. nadała miejscowości polską nazwę Stary Kisielin.
Nazwa Kisielin pochodzi od staropolskiego słowa „kysiel”, które oznaczać ma szałas. Przymiotnik „polski” wskazuje z kolei na pierwotne zasiedlenie przez ludność polską, w odróżnieniu od „niemieckiego” Nowego Kisielina, powstałego w wyniku kolonizacji.

## Historia
Zanim Kisielin w wyniku procesów urbanizacyjnych stał się częścią miasta Zielona Góra był wcześniej osobną wsią. Miejscowość założona prawdopodobnie wcześniej niż sąsiedni Nowy Kisielin, jednakże wymieniona w dokumencie księcia Henryka XI z 19 listopada 1471 roku przy okazji potwierdzenia własności Heinzego Schoffa z Przytoku. Stary Kisielin figuruje również pod nazwą Polnisch Kessel, wiążącą się z osiedleniem we wsi kolonistów z Wielkopolski i Śląska. Przyczyną tego stanu był brak własnego kościoła. Stary Kisielin był dobrem rycerskim. Podobny dokument wystawiony 19 lipca 1503 r. przez polskiego księcia Głogowa, Zygmunta I Starego, podaje, że Stary Kisielin należy do Kaspara Schoffa. Jednakże już w listopadzie 1504 r. opat żagański wydał decyzję, dotycząca zastawienia miejscowości wraz z Chynowem i Wilkanowem, co oznacza, że przynajmniej część miejscowości podlegała zielonogórskiemu probostwu. Zmiana ta dokonała się na podstawie testamentu niejakiego pana von Waldau w nieznanym czasie. Należy zaznaczyć, że probostwo nie posiadało prawa własności, lecz jedynie użytku. Pozostała część miejscowości przeszła/znajdowała się czasowo w rękach rodzin Tschammer i Burkersdorf. Dopiero ok. 1591 r. Joachim von Stentsch z Przytoku połączył miejscowość w jednym majątku. Rodzina ta odsprzedała w 1712 r. Stary Kisielin w Baltazarowi von Stoschowi.
Mimo bliskości kościoła w Nowym Kisielinie, miejscowość należała do parafii w Zielonej Górze, a następnie – Raculi. W czasach reformacji ludność przyjęła luteranizm. Zgodnie z ustaleniami Pokoju westfalskiego z 1648 roku, okoliczne parafie powróciły w ręce katolików. Stary Kisielin pozostał w parafii Racula, co doprowadziło do nieporozumień na tle podziału stanowisk między miejscowościami. Luterańska większość uczęszczała do kościołów granicznych w okolicach Czerwieńska i Cigacic. Po zajęciu Śląska przez Prusy, luteranie mogli otwarcie sprawować nabożeństwa. Stary Kisielin został w 1778 r. przyporządkowany zborowi w Przytoku.
W 1871 r. do Starego Kisielina dotarła kolej. Pod koniec XIX w. Jany były kolonią Starego Kisielina.
W latach 1975–1998 miejscowość należała administracyjnie do województwa zielonogórskiego.

## Atrakcje
Na osiedlu funkcjonuje winnica „Julia”, gdzie można spróbować lokalnego wina oraz tor kartingowy.

## Zabytki
Do wojewódzkiego rejestru zabytków wpisane są:
- zespół pałacowy, z XVIII wieku, XIX wieku:
  - dwór powstał dzięki inicjatywie Carla Ludwiga von Stoscha w latach 1837-1838, a wzniesiono murowany wraz z budynkami folwarcznymi jako piętrowy budynek założony na planie prostokąta i nakryły dachem dwuspadowym[4]. W latach 1896–1897 został przez hrabiego Felixa Georga von Stoscha powiększony o wschodni człon, dzięki czemu rezydencja w rzucie przypominała literę „T”. Budowla ma dwa piętrowe skrzydła oraz wyższy ryzalit zbudowany pośrodku elewacji frontowej w której umieszczono wejście główne[4]. Pałac ozdobiono różnorodnym detalem architektonicznym takim jak uszakowate obramienia okien z trójkątnymi naczółkami, gzymsy oraz boniowanie. Na elewacji bocznej umieszczono herby rodzin Stoschów i Massenbachów. Zachowały się wewnątrz pałacu niektóre elementy historycznego wystroju i wyposażenia: klatka schodowa z 1838 roku, stolarka drzwiowa, kominek z herbem rodu von Stosch czy sztukateria sufitowa[4]. II wojnę światową pałac przetrwał w dobrym stanie, a po 1945 roku użytkowało go wojsko radzieckie i Państwowe Gospodarstwo Rolne. W latach 1959–2013 znajdowała się w nim Siedziba Archiwum Państwowego w Zielonej Górze[4]
  - park
  - folwark
  - stajnia.